# Lycaena italiae
Lycaena italiae är en fjärilsart som beskrevs av Ruggero Verity 1946. Lycaena italiae ingår i släktet Lycaena och familjen juvelvingar. Inga underarter finns listade i Catalogue of Life.